# Чистий Бір (Логойський район)
Чистий Бір — (біл. вёска Чысты Бор), село (веска) в складі Логойського району розташоване в Мінській області Білорусі, підпорядковане Околовській сільській раді.
Село Чистий Бір розташоване в центральних районах Білорусі, в північній частині Мінської області - орієнтовне розташування.